# Кшитигарбха
Кшитигарбха (на японски: Джидзо Босацу; на тибетски: Сай Нингпо) е сред 8-те велики Бодхисатви, особено почитан в далекоизточните Махаяна будистки култури.
Името му се превежда като „Земно Съкровище“ или „Земна Утроба“ и е брат на Бодхисатва Акашагарбха. Известен е с обета си да преподава във всичките шест сфери на Самсара от времето на Буда Шакямуни до идването на Буда Майтрея, а също и с решението си да не достига състоянието на Буда докато има поне едно същество в адските сфери.
В Китай в планините Джухуашан, смятани за седалище на Кшитигарбха има стотици посветени на него храмове. Те са изключително популярен обект на поклонение, почитани както от будисти, така и от даоисти.
В Япония Кшитигарбха е известен като Джидзо и традиционно се изобразява като малко момче. Негови фигурки могат да бъдат намерени на много места като кръстопътища и гробища.